# Авдієнко Михайло Оверкович
Миха́йло Ове́ркович Авдіє́нко  (* 21 травня 1892, Воскресенка, Запорізька область — † 8 вересня 1937, спецкомбінат НКВС СССР в карельському урочищі Сандармох) — український революціонер лівого спрямування. Член Центральної Ради та ЦК УСДРП, у часи совєцької окупації України — член ЦК УКП, редактор статистичного видання УСРР, очолював Центральне статистичне управління, був членом ВУЦВК.
Убитий групою НКВС в урочищі Сандармох.

## Життєпис
Народився в Олександрійському повіті Катеринославської губернії в заможній селянській сім'ї. Закінчив народну школу. Воював на фронтах Першої світової війни, служив солдатом у Петрограді. Активний учасник революційних подій 1917 року в Петрограді (депутат Петроградської ради робітничих і солдатських депутатів) і Києві — від ЦК УСДРП. Працював гласним міської думи; згодом став членом Всеукраїнської ради військових депутатів, ЦР і ЦК УСДРП. Входив до складу Української Центральної Ради 3-го скликання.
У 1918 році — член групи «незалежників». Після відбуття Директорії до Білої Церкви 15 листопада 1918 року — у складі створеного при ЦК УСДРП Українського військово-революційного комітету, що керував антигетьманським повстанням у Києві. 1919 разом з цією групою увійшов до Всеукраїнського ревкому для збройної боротьби проти російсько-большовицького уряду Раковського. Разом з А. Річицьким налагодив видання газети «Червоний прапор» і фактично став її редактором. Писав невеликі статті на актуальні теми. Від 1920 року — член Центрального Комітету Української комуністичної партії, від неї входив до колегії Наркомату внутрішніх справ УСРР. Засуджений 12.11.1924 Особливою нарадою при Колегії ОГПУ до 3 років заслання, але 06.02.1925 вирок скасовано, а справу припинено. Після саморозпуску УКП в березні 1925-го вступив до КП(б)У, очолював Центральне статистичне управління, був членом ВУЦВК. Автор спогадів «Лютнева революція в Петрограді і УСДРП». Був редактором видання «Радянський статистик».
Засуджений 26.02.1934 «трійкою» при ГПУ УСРР до 10 років ув'язнення, відправлений до біломорських концтаборів ГУЛАГ. Був на каторжних роботах у Біломорсько-Балтійському таборі, працював там у хутрорадгоспі. Рішенням трійки НКВД Карельської АССР від 26 серпня 1937 розстріляний 8 вересня 1937 року в урочищі Сандармох (нині в Медвеж'єгорському районі, Карелія).
Реабілітований самими комуністами 9 квітня (за інш. даними — 15 квітня) 1966 року.